# 自己決定運動

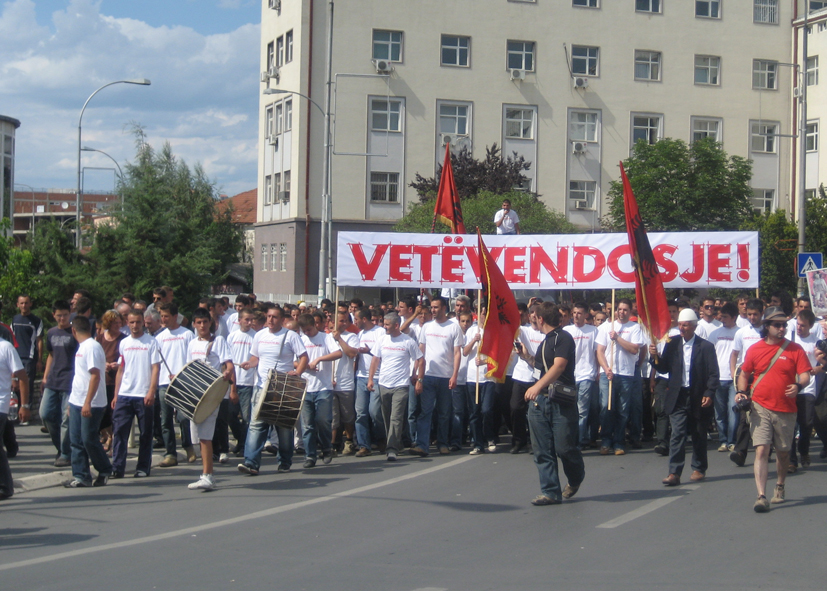
デモ行動（2007年6月30日）

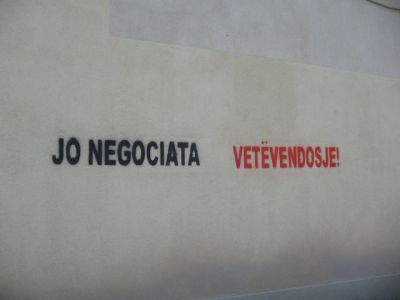
「JO NEGOCIATA. VETËVENDOSJE!」（交渉ではなく、自決!）の落書き。ドレナシ / グロゴヴァツ（Drenasi / Glogovac）にて。

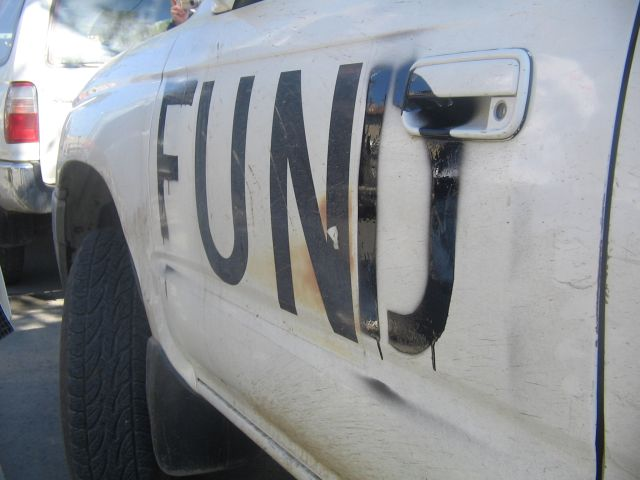
FUND（終わり）と落書きされた国連車両

自己決定運動（じこけっていうんどう、アルバニア語: Lëvizja Vetëvendosje, LVV）は、コソボの中道左派ないし左派政党。コソボ議会で最大の議席を有する与党であり、社会主義インターナショナルにオブザーバー加盟している。
もともとは国際連合コソボ暫定行政ミッション（UNMIK）の統治に反対し、アルバニア人の民族自決権に基づきコソボの独立を求める運動を展開した集団を起源とする。アルビン・クルティがそのなかで指導的役割を果たした。この運動は、コソボの最終的地位をめぐる交渉に反対して、アルバニア語で「Jo Negociata -  Vetëvendosje!」（交渉ではなく、自決!）と落書きをするものであった。その対象は国連 (UN) の自動車にも及び、側面に記された「UN」の文字の前後に「F」と「D」を加えて、アルバニア語で「終わり」を意味する「FUND」とする活動も行われた。
コソボの地方分権化には、アルバニア人地域とセルビア人地域とでコソボを民族別に分断する恐れがあるとして反対の立場をとっている。また、セルビアの首脳が訪れるときにはニューヨークの国際連合本部前やコソボで、抗議行動を展開した。